# Струни для гавайської гітари
Струни для гавайської гітари — радянська дитяча короткометражна художня кінокомедія, знята режисером Олександром Павловським у 1977 році.

## Сюжет
Батьки двієчника Вови Чичерова їдуть у відпустку. Тим часом в школу приходить нова, молода вчителька і вимагає від Вови, щоб хтось із дорослих прийшов за оцінками. Вова посилає під виглядом дядька свого дорослого друга на прізвисько «Кіт», за що він подарує йому справжні струни від Гавайської гітари. Але Вова і не підозрював, що «Кіт» закохається в молоду вчительку, після чого стане суворим і вимогливим вихователем.

## У ролях
- Дмитро Петренко —  Вова Чичеров, учень 3-го класу
- Станіслав Купецький —  Костянтин Михайлович, він же «Кіт»
- Ольга Жуліна — вчителька початкових класів
- Давид Макаревський —  тато Вови Чичерова, диригент
- Римма Маркова —  мама Вови Чичерова

## Знімальна група
- Режисер — Олександр Павловський
- Сценарист — Володимир Мазур
- Оператор — Віктор Кабаченко
- Художник — Равіль Шарафутдінов